# 薬寿
『薬寿』は、いわゆる薬用酒の銘柄の1つである。

## 製品概要
薬寿は、武田薬品工業（以下、武田）とサントリーとが共同開発した滋養強壮剤である。特徴は養命酒や保命酒と違い、ワインがベースとなっていた。1970年に製造開始したが2006年に製造を中止した。パッケージには武田の社章であるウロコマークとサントリーの向獅子マーク（末期は「響」マークに変更）が表記されていた。また、サントリーでは酒屋ルート向けに武田との共同開発による薬味酒『薬妙』（やくみょう）を製造・販売していた。

## 成分
薬寿には動物性の成分は全く入っておらず、合計21種類の生薬の成分が溶け込んでいるとされている。
薬寿の処方は、晋の時代から用いられた開心薯蕷腎気丸（かいしんしょよじんきがん）と、宋の時代から用いられた十全大補湯（じゅうぜんだいほとう）の2つを参考にして考案されたとされる。
以下、使用されている生薬を「生薬名（読み）（部位） - 含有濃度（単位）」の形式で表記した。
- 黄耆（おうぎ）（根） - 1350 (mg/l)[5]
- 甘草（かんぞう）（根） - 450 (mg/l)[5]
- 枸杞子（くこし）（果実） - 1350 (mg/l)[5]
- 桂皮（けいひ）（樹皮） - 1350 (mg/l)[5]
- 五味子（ごみし）（果実） - 2030 (mg/l)[5]
- 山薬（さんやく）（根） - 2030 (mg/l) - ヤマイモ[5]
- 山茱萸（さんしゅゆ）（果実） - 1350 (mg/l)[5]
- 地黄（じおう）（根茎） - 2030 (mg/l) - アカヤジオウ[5]
- 芍薬（しゃくやく）（根） - 1350 (mg/l)[6]
- 生薑（しょうきょう）（根） - 930 (mg/l)[6]
- 川芎（せんきゅう）（根茎） - 1350 (mg/l)[6]
- 蒼求（そうじゅつ）（根） - 1350 (mg/l) - オケラ[6]
- 朝鮮人参（ちょうせんにんじん）（根） - 1350 (mg/l)[6]
- 当帰（とうき）（根） - 1350 (mg/l)[6]
- 菟糸子（としし）（果実） - 2030 (mg/l) - ネナシカズラ[6]
- 肉蓯蓉（にくじゅよう）（全草） - 1350 (mg/l)[6]
- 防風（ぼうふう）（根） - 2030 (mg/l)[6]
- 茯苓（ぶくりょう）（菌体） - 2030 (mg/l)[6]
- 薏苡仁（よくいにん）（胚子） - 1350 (mg/l) - ハトムギ[6]

なお、上記の他にエタノールや糖分も含まれている。

## CM出演者
- 新間正次（中京ローカル向けCM）
- 武田イク（武田鉄矢の実母。九州地区向けCM。“武田”繋がりで出演）